# 정복경
정복경(鄭復卿, 1087년 ~ 1152년)은 고려 중기의 문신으로 자는 세귀(世貴) 본관은 초계(草溪)이다. 검교사공(檢校司空)·예부상서(禮部尙書)를 지낸 정문(鄭文)의 아들이다.

## 생애
처음에 할아버지 정배걸(鄭倍傑)의 덕택에 음서(蔭敍)로 관직에 나아갔다가 예종(睿宗) 때 전시(殿試)에서 과거에 급제하고 평주(平州)로 나가서 다스렸다.
인종(仁宗)이 즉위하자 국학직학(國學直學)에 임명되고, 거듭 승진하여 합문지후(閤門祗候)로서 승평군(昇平郡)의 지사가 되어 나갔으며, 들어와서는 예빈주부(禮賓注簿) 겸 당후관(堂後官)이 되었다가 합문지후(閤門祗候)를 제수받고, 상식봉어(尙食奉御)로서 춘주도안찰사(春州道按察使)가 되어 나갔다. 의종(毅宗)이 즉위하자 시호부원외랑(試戶部員外郞)이 되고 예부낭중(禮部郞中)으로 상주(尙州)의 수령이 되어 나갔으며 들어와서는 호부(戶部)와 예부(禮部)의 원외랑(員外郞)을 거쳐 시군기소감(試軍器少監)이 되고 자금어대(紫金魚袋)를 하사받았다. 의종 6년(1152년) 12월 향년 66세로 세상을 떠났으며 아들은 정영도(鄭永圖)·정덕구(鄭德丘)·정영충(鄭永忠)·정효윤(鄭曉胤)인데 정영도는 할아버지 정문(鄭文)의 덕택에 음서로 관직에 나아갔으며 정덕구와 정효윤은 천태종(天台宗)의 승려가 되었다.

## 성격과 일화
학문을 좋아하고 맑고 검소하여 할아버지와 아버지의 풍채가 있었으며 공적인 일이 아니면 공경(公卿)의 문지방을 넘지 않았다. 또한 재산을 모으는 일에 마음을 두지 않아 집안에 재물을 쌓아 둔 것이 없었고, 오직 책상과 천연 그대로의 나무 의자뿐이었다. 일찍이 정복경이 지방직을 제수받자 간의대부(諫議大夫) 김자의(金子儀)가 상소를 올려 말했다. 
| “ | 정복경은 식견이 밝고 뜻이 높습니다. 행동은 방정하고 덕은 순수하고 청렴하며 부지런하며 검소하니 다른 사람들이 미칠 수가 없습니다. 엎드려 생각하건대 다른 사람들에게서 그보다 많이 얻을 수 없을 것입니다. 문한직과 청요, 근시직에서 벗어나게 하지 마시고, 임금의 고문에 대비하게 하면 성스러운 정치를 도와 이익이 되지 않을 수가 없을 것입니다. | ” |

 김자의 외에도 다른 현명한 대부(大夫)들 역시 모두 이와 같이 정복경을 천거하였다고 한다.

## 묘지문(墓誌文) 전문
고려의 돌아가신 시군기소감(試軍器少監) 정공(鄭公) 묘지명
공의 성은 정씨(鄭氏)이고 이름은 복경(復卿)이며 자는 세귀(世貴)로 초계(草溪)사람이다. 좌복야 참지정사(左僕射 參知政事)로 추증된 시호가 정간공(貞簡公)인 문(文)의 아들이며, 홍문광학추성찬화공신(弘文廣學推誠贊化功臣)이자 수태위 문하시중(守太尉 門下侍中)인 광유후(光儒侯) 배걸(倍傑)의 손자이다. 공은 처음 조음(祖陰)으로 관직을 받았다. 예종(睿宗)때 전시(殿試)에서 드디어 과거에 급제하고, 평주(平州)로 나가 다스리게 되었다. 인종(仁宗)이 즉위하자 국학직학(國學直學)으로 임명되고, 거듭 승진하여 합문지후(閤門紙候)로서 승평군(昇平郡)의 지사가 되어 나갔다. 들어와서는 예빈주부 겸 당후관(禮賓注簿 兼 堂後官)이 되었다가 합문지후(閤門紙候)를 제수받고, 상식봉어(尙食奉御)로서 춘주도안찰사(春州道按察使)가 되어 나갔다. 지금의 임금(毅宗;의종)이 즉위하자 시호부원외랑(試戶部員外郞)이 되고, 예부낭중(禮部郎中)으로 상주(尙州)의 수령이 되어 나갔으며, 들어와서는 호부(戶部)와 예부원외랑(禮部員外郞)을 거쳐 시군기소감(試軍器少監)이 되고 자금어대(紫金魚袋)를 하사받았다.
천덕(天德) 4년 임신년(의종 6년;1152년) 12월 그믐에 돌아가시니, 나이는 66세이다. 갑술년(의종 8년;1154년) 5월 14일 병인일에 대법운산(大法雲山) 동북쪽 기슭에 장례지냈다. 공은 학문을 좋아하고 맑고 검소하여 할아버지와 아버지의 풍채가 있었으며, 공적인 일이 아니면 공경(公卿)의 문지방을 넘지 않았다. 재산을 모으는 일에 마음을 두지 않아 집안에 재물을 쌓아 둔 것이 없었고 오직 책상과 천연 그래로의 나무 뿐이었다. 일찍이 지방직을 제수받으니 간의대부(諫議大夫) 김자의(金子儀)가 글을 올려 말하였다. "복경은 식견이 밝고 뜻이 높습니다. 행동은 방정하고 덕은 순수하고 청렴하며 부지런하며 검소하니 다른 사람들이 미칠 수가 없습니다. 엎드려 생각하건데 다른 사람들에게서 그보다 많이 얻을 수 없을 것입니다. 문한직과 청요, 근시직에서 벗어나게 하지 마시고 임금의 고문에 대비하게 하면 성스러운 정치를 도와 이익이 되지 않을 수 없을 것입니다." 또 자의(子儀) 당시의 현명한 대부들이 모두 이와 같이 천거하였으니 공의 사람됨을 알 수 있을 것이다. 공은 김씨(金氏)에게 장가들어 4남 2녀를 낳았다. 큰 아들 영도(永圖)는 조음(祖陰)으로 양온령에 임명되어 지금 여택재유(麗澤齋瑜)로 있고 시전중내급사(試殿中內給事) 길경안(吉景安)의 사위이다. 2남 덕구(德丘)는 천태종(天台宗)에 의탁하여 승려가 되었다. 3남 영충(永忠)은 어려서 아직 관직을 받지 못했다. 4남 효윤(曉胤) 역시 천태종의 승려가 되었다. 큰딸은 해양현위(海陽縣尉) 양온령 권안국(權安國)에 시집갔고, 다른 딸은 시집가지 않았다. 그 뒤를 어진 자손들이 서로 이으니 어찌 끝이 있을 수 있겠는가.
명(銘)하여 이른다.
『주역』에서 말하기를 선(善)을 쌓으면 반드시 복이 있다고 하였으니 광유후의 공덕은 나라와 더불어 끝이 없으리라.
그 후손은 재능과 지략이 없어도 반드시 성할 것인데 하물며 공과 같이 총명하여 통달하고 부조(父祖)의 가르침을 실천할 사람에게 있어서랴.
당연히 큰 자리에 올라 나라 일을 돕고 적절한 계책으로 강하고 굳어서 힘들게 일하여도 병이 나지 않았다.
종말을 대범하게 맞는다는 것은 둥근 구멍에 모난 초꽃이처럼 서로 잘 맞지 않는 일이지만
스스로 그렇게 되도록 내버려두니 천명을 분명히 알아 처지가 즐겁기만 하네
근심한 것은 가난이 아니오 보배로 삼은 것은 오직 맑음이라
시(詩)와 서(書)로 스스로 즐거워하였으니 가문의 명성은 허물어지지 않으리라.
정원(貞元) 2년 갑술년(의종 8년;1154년) 5월 일 쓰다.